# Frigidoalvania
Frigidoalvania là một chi ốc biển nhỏ, là động vật thân mềm chân bụng sống ở biển trong họ Rissoidae.

## Các loài
Các loài trong chi Frigidoalvania gồm có:
- Frigidoalvania brychia (A. E. Verrill, 1884)[2]
- Frigidoalvania cruenta (Odhner, 1915)[3]
- Frigidoalvania flavida Golikov & Sirenko, 1998[4]
- Frigidoalvania janmayeni (Friele, 1878)[5]
- Frigidoalvania pelagica (Stimpson, 1851)[6]
- Frigidoalvania thalassae Bouchet & Warén, 1993[7]